# Pico (テキストエディタ)
Pico（Pine composer）は、UnixとUnixベースのコンピュータシステムのためのテキストエディタである。ワシントン大学のコンピューティング・アンド・コミュニケーション・オフィスによって設計されたPineメールクライアントと統合されている。
PineのFAQによると「Pineのメッセージ作成用エディタは単独の分離されたプログラムとしても利用可能で、PICOと呼ばれる。PICOは、とてもシンプルで簡単に使えるテキストエディタで、パラグラフの正規化、コピーとペースト、スペルチェックなどの機能を備えている（後略）」。
Picoは、複数のファイルを同時に編集することをサポートしておらず、複数のファイルに渡る検索と置換はサポートしていない。また、ファイル中のテキストの部分的な他のファイルへのコピーも不可能である（ただし、現在作業中のディレクトリにあるファイルの全体からテキストを読み込むことは可能である）。Picoは、検索と置換の操作をサポートしている。
他のテキストのエディタと比較すると、viやEmacsのような他の人気のあるUnix向けのテキストエディタはPicoよりもより多くの機能を提供している。これには、正規表現を用いた検索や置換、複数のファイルの同時編集などの機能が含まれる。これらと比較すると、Picoの単純さは初心者向けであると言える。
Picoにはnanoと呼ばれるクローンが存在し、初期のPicoの再配布に関して不明確なライセンスのゆえにGNUプロジェクトの一部として開発されている。より新しいバージョンのPicoは、Alpineの一部として、Apacheライセンスの下でリリースされている。